# Lidia Șimon
Lidia Slăvuțeanu-Șimon (Târgu Cărbuneşti, 4 de setembro de 1973) é uma maratonista romena, uma das mais medalhadas e consistentes fundistas da atualidade, com uma carreira de nível internacional de mais de quinze anos. Campeã mundial e vice-campeã olímpica da maratona, participou de cinco Jogos Olímpicos e seis Campeonatos Mundiais de Atletismo.
Suas primeiras medalhas em campeonatos mundiais foram duas de bronze em Atenas 1997 e Sevilha 1999. Em Sydney 2000, ela conquistou a medalha de prata, depois de uma chegada apertada contra a japonesa Naoko Takahashi, campeã olímpica. Seu tempo, 2:23:22, apenas oito segundos atrás de Takahashi, ainda hoje é a quarta melhor marca para uma maratona olímpica feminina. No ano seguinte, em Edmonton 2001, Simon tornou-se campeã mundial, vencendo a prova em 2:26:01, desta vez derrotando outra japonesa, Reiko Tosa.
Depois do Mundial de Edmonton ela retirou-se temporariamente do atletismo para ter um filho. Retornou a tempo de participar da prova em Atenas 2004, mas não conseguiu completar a prova, a única maratona olímpica que não completou. Voltou aos Jogos em Pequim 2008 com um 8º lugar e assistindo à sua compatriota Constantina Tomescu-Dita sagrar-se campeã olímpica. Competiu ainda nos Jogos de Londres 2012, aos 39 anos, chegando na 45.ª posição ente 107 finalistas.
Simon tem tido também grande sucesso em maratonas no Japão. Venceu por três vezes a Maratona Feminina de Osaka e numa desta vitórias, em 2000, conseguiu sua melhor marca pessoal na prova, 2:22:54.Desde que esta cidade passou também a abrigar uma maratona mista, aberta para homens e mulheres, com o nome de Maratona de Osaka, ela também venceu as duas edições já disputadas, em 2011 e 2012.